# Arctosa hallasanensis
Arctosa hallasanensis är en spindelart som beskrevs av Paik 1994. Arctosa hallasanensis ingår i släktet Arctosa och familjen vargspindlar. Inga underarter finns listade i Catalogue of Life.